# Ministerkonferenz zum Schutz der Wälder in Europa
Die Ministerkonferenz zum Schutz der Wälder in Europa (MCPFE, synonym Helsinki-Prozess und seit November 2009 Forest Europe) ist ein pan-europäischer forstpolitischer Prozess auf Ministerebene, in welchem Richtlinien, Kriterien und Indikatoren nachhaltiger Forstwirtschaft entwickelt werden. Die seit 1990 im Abstand von drei bis sechs Jahren durchgeführten Ministerkonferenzen und ihre Nachfolgeprozesse stellen einen der bisher effektivsten forstpolitischen Mechanismen auf regionaler Ebene dar.

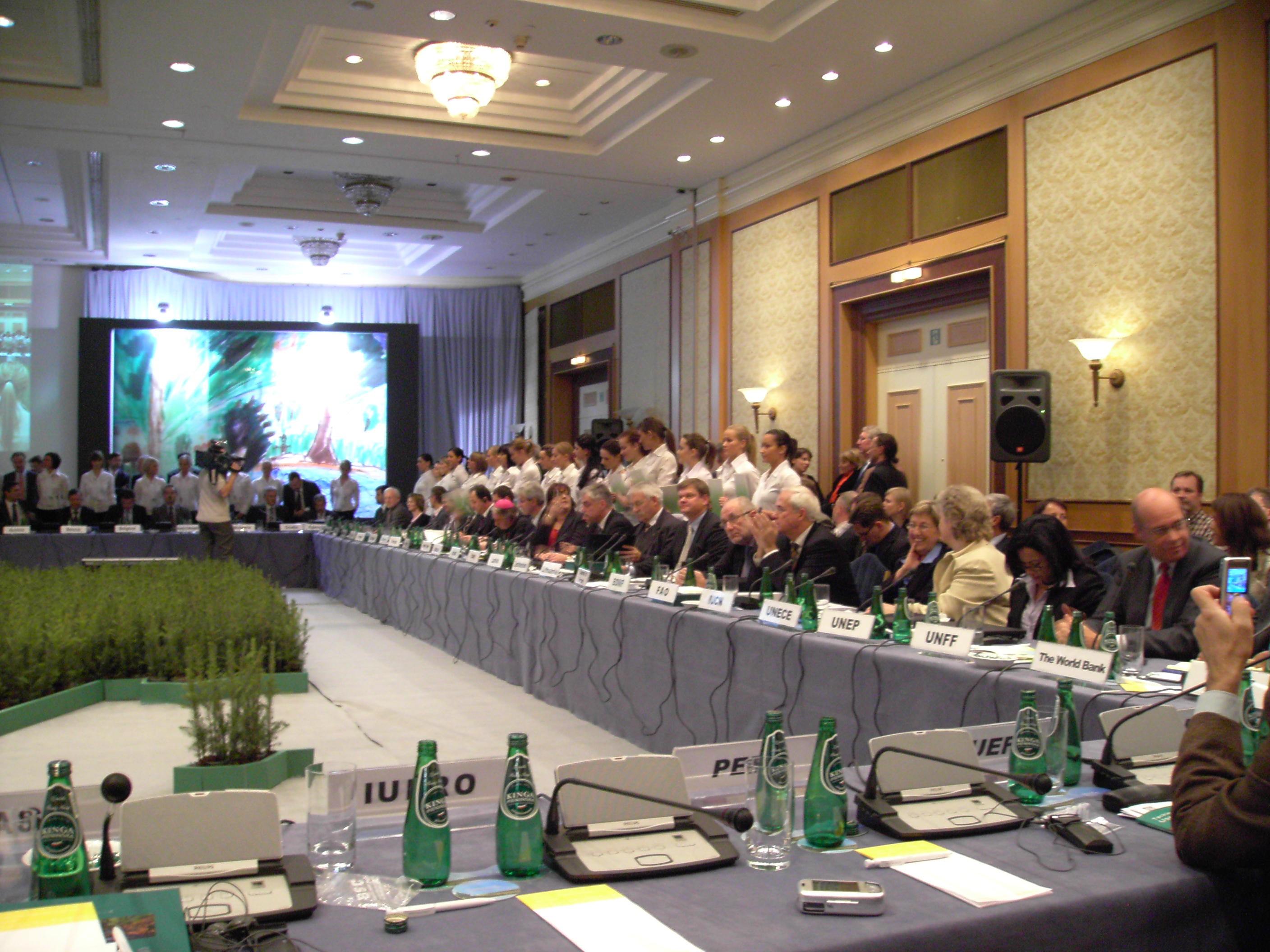
Die Deklarationen und Resolutionen der 5. MCPFE in Warschau werden unterzeichnet

## Entwicklung
Seit 1990 fanden 8 Ministerkonferenzen statt:
- Straßburg (1990)
- Helsinki (1993)
- Lissabon (1998)
- Wien (2003)
- Warschau (5. und 6. November 2007)
- Oslo (14. bis 16. Juni 2011)
- Madrid (20. und 21. Oktober 2015)
- Bratislava (14. und 15. April 2021 (virtuell))

## Ergebnisse
Mit Abschluss jeder Konferenz wurde eine gemeinsame Erklärung gefasst, sowie Resolutionen beschlossen, die den Entwicklungen der Forstwirtschaft in Europa Rechnung tragen.

### Straßburg

Logo MCPFE-1

- S1: Monitoring von Waldökosystemen
- S2: Genetische Ressourcen
- S3: Erstellung einer Datenbank zur Erfassung von Waldbränden
- S4: Anpassung des Managements von Forstwirtschaft im Gebirge
- S5: Forschung im Bereich der Baumphysiologie
- S6: Forschung zu Waldökosystemen

### Helsinki

Logo MCPFE-2

- H1: Nachhaltiges Forstmanagement in Europa
- H2: Biodiversität
- H3: Kooperation mit Transformationsländern
- H4: Anpassung von Wäldern an den Klimawandel

### Lissabon

Logo MCPFE-3

- L1: Sozioökonomische Aspekte nachhaltigen Forstmanagements
- L2: Pan-europäische Indikatoren, Kriterien und Richtlinien auf operationaler Ebene für nachhaltiges Forstmanagements

### Wien

Logo MCPFE-4

- V1: Intersektorale Kooperation und nationale Forstprogramme
- V2: Wirtschaftliche Umsetzung nachhaltigen Forstmanagements
- V3: Soziale und kulturelle Dimensionen nachhaltigen Forstmanagements
- V4: Forstliche Biodiversität
- V5: Klimawandel und nachhaltiges Forstmanagement

### Warschau

Logo MCPFE-5

- W1: Wälder, Holz und Energie
- W2: Wälder und Wasser

### Oslo
Auf der Ministerkonferenz in Oslo verabschiedeten die Minister einen Beschluss (den so genannten Oslo-Ministerbeschluss: Europäische Wälder 2020) und einigten sich auf ein Mandat zur Aufnahme von Verhandlungen über ein rechtsverbindliches Abkommen über die Wälder in Europa. 
- O1: Europäische Wälder 2020
- Oslo Ministerialmandat für die Aushandlung eines rechtsverbindlichen Abkommens über die Wälder in Europa

### Madrid
Im Oktober 2015 fanden in Madrid zwei FOREST EUROPE-Ministerkonferenzen statt: die 7. Ministerkonferenz zum Schutz der Wälder in Europa und eine Außerordentliche Ministerkonferenz FOREST EUROPE, welche die Ergebnisse der Arbeit des zwischenstaatlichen Verhandlungsausschusses für ein rechtsverbindliches Abkommen über die Wälder in Europa entgegennahm.
- M1: Wald im Zentrum der Bioökonomie
- M2: Forstschutz in Europa im Wandel
- Madrider Ministererklärung: 25 Jahre gemeinsame Förderung der nachhaltigen Waldbewirtschaftung in Europa
- Madrider Ministerialbeschluss: Die zukünftige Ausrichtung von FOREST EUROPE

### Bratislava
Im April 2021 fand die 8. Ministerkonferenz zum Schutz der Wälder statt. Aufgrund der COVID-19-Pandemie musste die Konferenz virtuell stattfinden.
- Bratislava Ministerresolution: Anpassung pan-europäischer Wälder an den Klimawandel
- Bratislava Ministererklärung: „Die Zukunft, die wir wollen: Die Wälder, die wir brauchen“ (The Future We Want: The Forests We Need)

## Struktur

### Einrichtungen und Follow Up Meetings
Neben der eigentlichen Ministerkonferenz existieren weitere Einrichtungen innerhalb der MCPFE:
- Treffen auf Expertenebene (Expert Level Meetings): Dort werden von Vertretern der Unterzeichnerstaaten der auf den Konferenzen getroffenen Abkommen, von Beobachtern außereuropäischer Länder und anderen beteiligten Organisationen (wie Umwelt-NGOs oder Forschungszusammenschlüsse) Entscheidungen zur Umsetzung dieser Beschlüsse, und zur Vorbereitung weiterer Konferenzen getroffen.
- Treffen am Runden Tisch (Round Table Meetings) sind Plattformen zum Informations- und Meinungsaustausch. Sie prägen wesentlich die Richtung der Umsetzung der Beschlüsse der MCPFE und dienen auch der strategischen Weiterentwicklung des Prozesses.
- Ad-hoc-Arbeitsgruppen, Seminare und Workshops werden zur Erörterung spezifischer Themen veranstaltet (Teilnehmer der MCPFE und nominierte Experten). Die Ergebnisse werden dem jeweils nächsten Treffen auf Expertenebene zur Beratung vorgelegt.
- Der Lenkungsausschuss (General Co-ordinating Committee - GCC) koordiniert die Arbeit der MCPFE und setzt sich aus Vertretern von 5 Teilnehmerländern (bis zur Warschauer Konferenz waren es 4) der MCPFE zusammen. In der Regel sind im GCC das Gastgeberland der vorangegangenen, und das Gastgeberland der folgenden Ministerkonferenz repräsentiert. Die Koordination beinhaltet beratende Funktionen, wie auch die Finanzierung der Liaison Unit und ihrer Aktivitäten. Bis zur nächsten Konferenz in Bratislava besteht das GCC daher aus Spanien und der Slowakei, sowie aus Deutschland, der Türkei und Schweden. Österreich schied mit Ende des Warschauer Treffens als Ausrichter der diesem vorausgegangenen Konferenz aus dem CCG aus.
- Die Liaison Unit unterstützt die Zusammenarbeit der für Wald zuständigen europäischen Minister und ist eine ständige Einrichtung, die für die Organisation und Durchführung aller Aktivitäten innerhalb der MCPFE verantwortlich ist.

### Unterzeichnerstaaten und die Europäische Gemeinschaft
Die Unterzeichnerstaaten verpflichten sich zur Umsetzung der Resolutionen auf nationaler Ebene. Sie sind an den Arbeitstreffen beteiligt, in welchen die Umsetzung der Entschlüsse der Ministerkonferenzen geplant und koordiniert wird. Alle Unterzeichnerstaaten berichten der Liaison Unit über ihre Umsetzung der Resolutionen.
Die Anzahl der Unterzeichnerstaaten stieg mit jeder Konferenz auf derzeit 46 einschließlich aller 27 EU-Mitgliedsländer:
- EU-27
- Albanien
- Andorra
- Bosnien und Herzegowina
- Georgien
- Island
- Heiliger Stuhl (Vatikan)
- Kroatien
- Liechtenstein
- Mazedonien
- Moldawien
- Montenegro
- Monaco
- Norwegen
- Russische Föderation
- Schweiz
- Serbien
- Türkei
- Ukraine
- Weißrussland

### Beobachterstaaten und zwischenstaatliche Organisationen
Beobachterstaaten und zwischenstaatliche Organisationen sind dazu berechtigt, während der Ministerkonferenzen Stellungnahmen zu verlesen. Zu den Beobachterstaaten zählen derzeit (Ende 2007) 14 Länder, unter anderem Kanada und die USA, Indien und China, Japan und Marokko. 
Zu den zwischenstaatlichen Organisationen gehören die Ernährungs- und Landwirtschaftsorganisation der Vereinten Nationen (FAO), die Weltnaturschutzunion (IUCN), die Wirtschaftskommission für Europa (UNECE), das Umweltprogramm der Vereinten Nationen (UNEP), das Waldforum der Vereinten Nationen (UNFF), die Weltbank, der Europarat und das Europäische Observatorium für Bergwälder (EOMF).

### Stakeholder
Interessenvertretern wird die Möglichkeit eingeräumt, sich an den Konferenzen im Rahmen eines Multi-Stakeholder-Dialog einzubringen. Die Organisationen werden hierbei in sechs Hauptgruppen (Major Groups) zusammengefasst:
- Jugend (derzeit alleine vertreten durch die IFSA)
- Waldbesitzer, wobei zwischen staatlichen (vertreten durch EUSTAFOR) und privaten (CEPF, COPA-COGECA, ELO, FECOF, USSE) unterschieden wird
- Forstindustrie (CEI-Bois, CEPI)
- Sozial-NGOs (BWI, ENFE, PEFC, UEF)
- Wissenschaft (Bioversity International, das EFI, das IIASA, IUFRO, UNU)
- Umwelt-NGOs (WWF, Greenpeace)